# NGC 599
NGC 599 (również PGC 5778) – galaktyka eliptyczna (E-S0), znajdująca się w gwiazdozbiorze Wieloryba. Odkrył ją William Herschel 27 listopada 1785 roku. Jest to galaktyka z aktywnym jądrem.
W galaktyce tej zaobserwowano do tej pory jedną supernową – SN 2010gz.